# HD 132406
HD 132406 är en ensam stjärna, belägen i den norra delen av stjärnbilden Björnvaktaren. Den har en skenbar magnitud av ca 8,45 och kräver åtminstone en stark handkikare eller ett mindre teleskop för att kunna observeras. Baserat på parallaxmätning inom Hipparcosuppdraget på ca 14,7 mas, beräknas den befinna sig på ett avstånd på ca 221 ljusår (ca 68 parsek) från solen. Den rör sig närmare solen med en heliocentrisk radialhastighet på ca -14 km/s.

## Egenskaper
HD 132406 är en gul till vit stjärna i huvudserien av spektralklass G0 V. Den har en massa som är ungefär en solmassa, en radie som är 130 procent av solradien och har ca 1,8 gånger solens utstrålning av energi från dess fotosfär vid en effektiv temperatur på 5 900 K.

## Planetsystem
År 2007 upptäcktes en exoplanet, HD 132406 b med en massa som är >5,6 gånger Jupiters massa och som kretsar runt stjärnan med en omloppsperiod av 974 ± 39 dygn.